# Alleshave Sogn
Alleshave Sogn var et sogn i Kalundborg Provsti (Roskilde Stift). Sognet blev nedlagt 1. januar 2020 ved sammenlægning med Bregninge Sogn og Bjergsted Sogn til Bregninge-Bjergsted-Alleshave Sogn.
Alleshave Kirke blev omkring 1928 indviet som filialkirke til Bregninge Kirke. Alleshave blev så et kirkedistrikt i Bregninge Sogn, som hørte til Skippinge Herred i Holbæk Amt. Bregninge-Bjergsted sognekommune inkl. kirkedistriktet blev ved kommunalreformen i 1970 indlemmet i Bjergsted Kommune, der ved strukturreformen i 2007 indgik i Kalundborg Kommune.
Da kirkedistrikterne blev nedlagt 1. oktober 2010, blev Alleshave Kirkedistrikt udskilt som det selvstændige Alleshave Sogn.